# Vilhelm Buhl
Vilhelm Buhl (født 16. oktober 1881, Fredericia, død 18. december 1954, København) var en dansk politiker, finans- og statsminister.

## Privat
Han blev døbt i Trinitatis i Fredericia den 4. december 1881 som søn af avlsbruger senere gårdejer Hans Peter Buhl (1853-1894) og Magdalene Augusta Johanne Rasmussen (1860-1891). I kirkebogen for hans fødsel står anmærkningen "Er udtraadt af Folkekirken. Meddelelse fra Kristkirken i Kobhv af 17. november 1908."
Han blev borgerlig viet den. 20. november 1908 i Fredericia til Thyra Thygesen Schmidt, de fik fire børn.

## Uddannelse og karriere
Vilhelm Buhl blev cand.jur. fra Københavns Universitet i 1908 og var som studerende medstifter af Juridisk Diskussionsklub i 1903.
Han blev i 1924 skattedirektør i København. Han blev medlem af Landstinget i 1932 og var fra 1939 til 1953 medlem af Folketinget, valgt for Socialdemokratiet. Fra 1937 til 1942 fungerede han som en driftssikker finansminister i den socialdemokratisk-radikale Stauning/Munch-regering.
Efter Staunings død i maj 1942 var han en naturlig arvtager til posten som statsminister. Han holdt i efteråret 1942 sin ”antisabotagetale”, som indbragte ham stærk kritik fra modstandskredse. Modstandsmanden Jørgen Kieler mente i 1986, at talen "er den største kriminelle handling, der blev begået under krigen". I talen opfordrede han befolkningen til at melde sabotører til "de danske myndigheder". Buhl var ikke tyskvenlig og måtte allerede i november gå af efter tysk pres. Han blev efterfulgt af Erik Scavenius.
Efter 29. august 1943 var Buhl i den regeringsløse tid den faktiske regeringsleder. Han sad i spidsen i forhandlingerne med Frihedsrådet om de politiske forhold efter det forventede tyske nederlag.
Vilhelm Buhl blev statsminister i befrielsesregeringen i 1945 og sad på posten til folketingsvalget i oktober 1945. Han afløstes af Venstres Knud Kristensen. I regeringen Hans Hedtoft I fra 1947 til 1950 var Buhl minister uden portefølje med betydelig indflydelse på den økonomiske politik, i praksis den første danske økonomiminister.